# Popis stanovništva u Bosni i Hercegovini 1953.
Drugi po redu popis stanovništva Federativne Narodne Republike Jugoslavije je objavljen 31. ožujka 1953. Administrativna organizacija je bila gotovo identična onoj iz 1948. godine, s tim da je kotar Odžak ukinut i pridružen kotaru Modriča.  
Po popisu stanovništva na površini od 51.221 km2, 1953. godine u Bosni i Hercegovini živjelo je 2.847.459 stanovnika. 
- Broj stanovnika: 2.847.459
- Broj stanovnika ženskog spola: 1.461.900 ( +76.341)
- Broj stanovnika muškog spola: 1.385.559
- Broj žena u odnosu prema broju muškaraca 1055 : 1000
- Broj domaćinstava: 565.212
- Veličina prosječnog domaćinstva: 5.0 članova/domaćinstvu
- Gustoća naseljenosti: 55.6 stanovnika/km2
- Prosječna starost žena: -
- Prosječna starost muškaraca: -

## Ukupni rezultati po nacionalnoj osnovi
| Stanovništvo Bosne i Hercegovine po kotarima prema popisu iz 1953. godine; pravoslavci - crvena, muslimani - zelena, katolici - plava |  | Stanovništvo Bosne i Hercegovine po kotarima prema popisu iz 1953. godine; pravoslavci - crvena, muslimani - zelena, katolici - plava |
| Stanovništvo Bosne i Hercegovine po kotarima prema popisu iz 1953. godine; pravoslavci - crvena, muslimani - zelena, katolici - plava |  | Udio katolika (nijanse plave) po kotarima prema popisu iz 1953. godine                                                                |

| Narod        | Broj      | Udio    |
| Srbi         | 1.264.372 | 44.40 % |
| Jugoslaveni1 | 891.800   | 31.32 % |
| Hrvati2      | 654.229   | 22.97 % |
| ostali       | 39.398    | 1.34 %  |

1 Bosanskohercegovački muslimani (današnji Bošnjaci) nisu se mogli izjašnjavati kao Muslimani. Većina ih se izjašnjavala kao "Jugoslaveni neopredijeljeni".
2vidi: Demografske promjene Hrvata u BiH u razdoblju druge Jugoslavije